# Hedylopsis spiculifera
Hedylopsis spiculifera är en snäckart som först beskrevs av Alexander Onufrievitch Kowalevsky 1901. Enligt Catalogue of Life ingår Hedylopsis spiculifera i släktet Hedylopsis och familjen Microhedylidae, men enligt Dyntaxa är tillhörigheten istället släktet Hedylopsis och familjen Hedylopsidae. Arten är reproducerande i Sverige. Inga underarter finns listade i Catalogue of Life.